# Чирец
Чирец — деревня в Устюженском районе Вологодской области.
Входит в состав муниципального образования посёлок имени Желябова (с 1 января 2006 года по 11 января 2007 года входила в Лентьевское сельское поселение), с точки зрения административно-территориального деления — в Лентьевский сельсовет.
Расстояние до районного центра Устюжны по автодороге — 11 км, до центра муниципального образования посёлка имени Желябова по прямой — 8 км. Ближайшие населённые пункты — Лычно, Оснополье, Селище.
Население по данным переписи 2002 года — 3 человека.

## Дополнительные факты
Во время аномальной засухи 1972 года деревня практически полностью сгорела в результате сильного лесного пожара. Уцелело лишь несколько домов.